# Weilheim
Weilheim è un comune tedesco di 3 104 abitanti,, situato nel land del Baden-Württemberg.